# Świeszyno (Miastko)
Świeszyno (deutsch Schwessin, früher Schweßin, kaschubisch Swieszëno) ist ein Dorf in der polnischen Woiwodschaft Pommern. Es gehört zur Gmina Miastko (Gemeinde Rummelsburg)  im Powiat Bytowski (Bütower Kreis).

## Geographische Lage

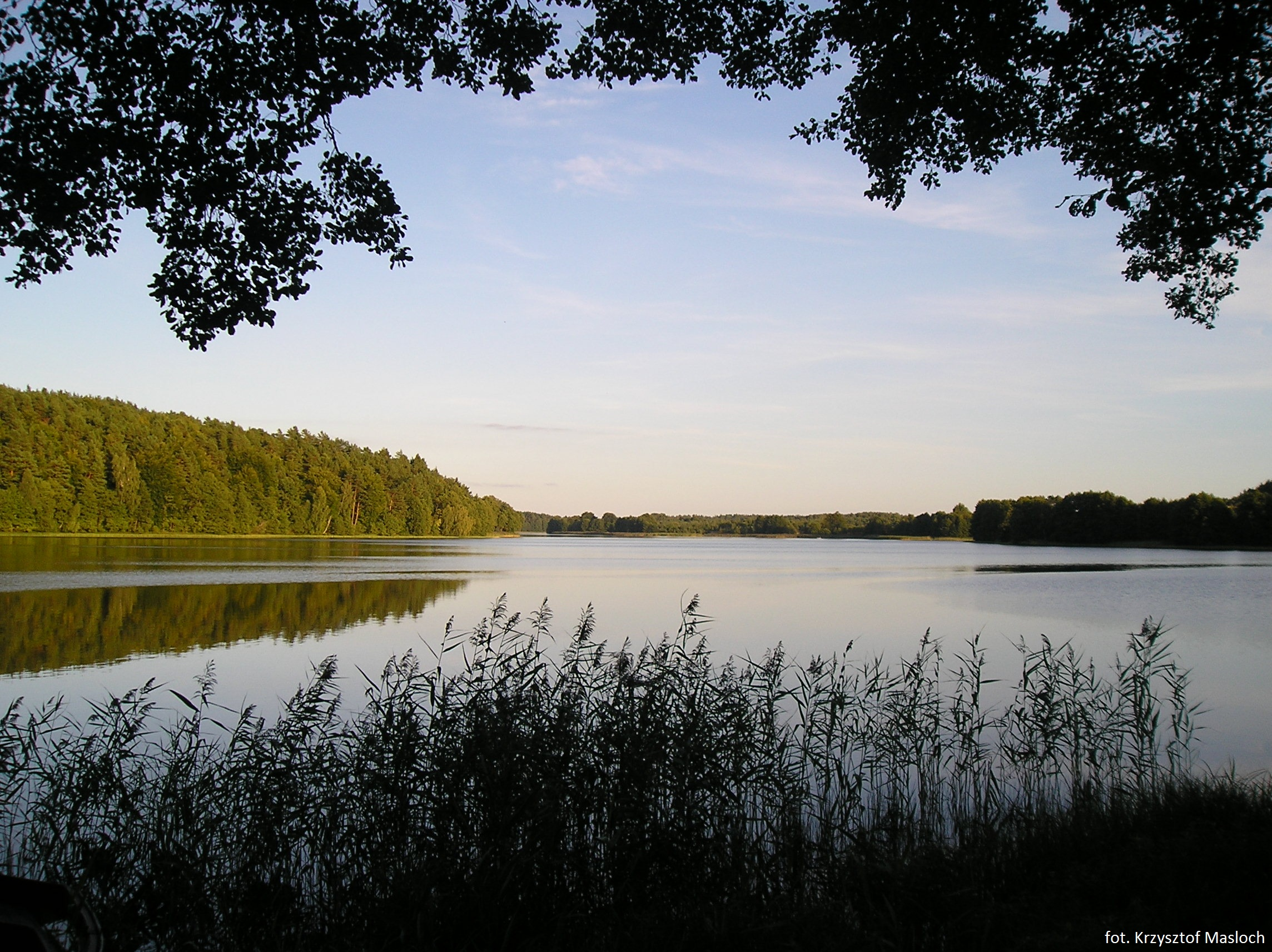
Deeper See bei Schwessin

Das Kirchdorf liegt in Hinterpommern, acht Kilometer südöstlich der Stadt Miastko (Rummelsburg i. Pom.).
Nördlich und östlich des Ortes liegen zwei der sechs Quellseen der Brahe (poln. Brda): der Schwessiner See (poln. Jezioro Świeszyńskie) und  der Deeper See (poln. Jezioro Głębokie). Die südliche Ortsgrenze war einmal Grenze zwischen Pommern und Westpreußen.

## Ortsname
In Pommern gibt es einen zweiten Ort gleichen Namens: Świeszyno (Schwessin, Kreis Köslin) in der Woiwodschaft Westpommern.

## Geschichte

Schwessin, südöstlich von Rummelsburg, auf einer Landkarte von 1915

Schwessin (Gr. Schwessin), südöstlich vom Rummelsburg, auf einer Landkarte von 1910

Die wüste Feldmark Schwessin war im Jahre 1496 Besitz der adligen Familie Massow. Die Dorfgeschichte von Schwessin begann mit einem Krug, den Dinnies Litze 1592 erbaute. Nach und nach legten Siedler Höfe an. 1598 erhielt Familie Roggenbuck die Erlaubnis, eine Kirche zu bauen und einen Prediger anzustellen. 1717 gab es in Schwessin sechs Bauern und acht Halbbauern. Ende des 18. Jahrhunderts waren es insgesamt 14 Bauern, zwei Halbbauern und vier Kossäten. Außerdem gab es zu der Zeit eine Wassermühle, einen Prediger, einen Küster, einen Krug und eine Schmiede. Auch die Vorwerke Kornburg und Jakobshausen entstanden.
Im Jahre 1809 wurde der Gutshof in Schwessin abgebaut und zwei Kilometer weiter nördlich in Neu Schwessin neu aufgebaut. In dieser Zeit entstanden auch das Vorwerk Niederhof und der Erbpachthof Valentinshof.
1655 wurden Hans Vergin und mehrere Mitglieder der Familie Roggenbuck als Besitzer Schwessins genannt. Im 18. Jahrhundert kam die Familie von Puttkamer als Eigentümerin hinzu. Letzter Besitzer  des Gutes Schwessin vor 1945 war Johannes Geiß aus Pollnow.
Am 1. Dezember 1913 wurden auf der 732,8  Hektar großen Gemarkungsfläche der Landgemeinde Schwessin 53 viehhaltende Haushaltungen gezählt und auf dem 1231,3 Hektar umfassenden Gutsbezirk 44 viehhaltende Haushaltungen.
Am 1. April 1927 hatte der Gutsbezirk Schwessin eine Flächengröße von 945 Hektar und 68 Ar, und am 16. Juni 1925 hatte der Gutsbezirk 217 Einwohner. Am 30. September 1928 wurde der Gutsbezirk Schwessin in die Landgemeinde Schwession eingegliedert.
Anfang der 1930er Jahre hatte die Landgemeinde Schwessin eine Flächengröße von 16,8 km². Innerhalb der Gemeindegrenzen standen insgesamt 60 bewohnte Wohnhäuser an fünf verschiedenen Wohnstätten:
1. Kornburg
2. Neu Schwessin
3. Schwessin
4. Schwessiner Mühle
5. Ziegelei

Um 1935 hatte Schwessin unter anderem ein Bankgeschäft, einen Gemischtwarenladen, ein Holzsägewerk, eine Mühle, eine Schmiede und eine Ziegelei.
Im Jahr 1812 wurden in Schwessin 267 Einwohner gezählt. Die Einwohnerzahl stieg bis 1871 auf 586, betrug 1905 noch 567 und sank dann auf 507 Einwohner in 101 Haushaltungen im Jahre 1925, und ebenfalls 507 Einwohner im Jahre 1939.
Bis 1945 bildete Schwessin eine Landgemeinde im Landkreis Rummelsburg i. Pom. der preußischen Provinz Pommern des Deutschen Reichs.  Mit den Gemeinden Dulzig, Gloddow, Kremerbruch, Reinwasser und Waldow bildete Schwessin den Amtsbezirk Reinwasser.
Gegen Ende des Zweiten Weltkriegs wurde Schwessin Anfang März 1945 von der Roten Armee besetzt.
Anschließend wurde Schwessin zusammen mit ganz Hinterpommern von der Sowjetunion der Volksrepublik Polen zur Verwaltung überlassen. In der Folgezeit wurden die allermeisten Dorfbewohner  von der polnischen Administration aus Schwessin vertrieben. Der Ortsname Schwessin wurde zu „Świeszyno“ polonisiert. Einige Einheimische konnten auch nach 1945 bleiben, weil sie zu Arbeit auf den Gütern verpflichtet waren, und es bestand hier in den 1950er Jahren eine deutschsprachige Dorfschule.
Seit 1945 ist der jetzt „Świeszyno“ genannte Ort Teil der Gmina Miastko (Gemeinde Rummelsburg) im Powiat Bytowski (Bütower Kreis) in der polnischen Woiwodschaft Pommern (bis 1998 Woiwodschaft Stolp). Hier werden jetzt etwa 200 Einwohner gezählt.

## Kirche

### Dorfkirche
Die Schwessiner Dorfkirche wurde 1789/1790 errichtet. Nur der Turm und auch die Kanzel sind aus der früheren, noch im 16. Jahrhundert erbauten Kirche übernommen. 
Nach 1945 wurde das Kirchengebäude zugunsten der Römisch-katholischen Kirche in Polen  zwangsenteignet.

### Kirchspiel bis 1945
Vor 1945 war der größte Teil der Schwessiner Bevölkerung evangelischer Konfession. Der Ort war Pfarrsitz eines großen Kirchspiels, zu dem bis 1945 noch Neu Schwessin, Kornburg und Jacobshausen gehörten, aber noch bis 1885 auch die westpreußischen Orte Groß Peterkau und Heidemühl, bis 1896 auch Darsen.
Die Kirchengemeinde gehörte damals zum Kirchenkreis Rummelsburg  im Ostsprengel der Kirchenprovinz Pommern der Kirche der Altpreußischen Union. 1940 zählte sie 626 Gemeindeglieder, und das Kirchenpatronat hatte der Neu Schwessiner Gutsbesitzer Johannes Geiß inne. Der Bestand an Kirchenbüchern reichte bis 1736 zurück.
Wegen zu geringer Gemeindegliederzahl wurde die Schwessiner Pfarrstelle nach der über 30-jährigen Amtszeit von Pfarrer Gustav Adamy nicht mehr besetzt. Schwessin wurde Filialkirche von Rummelsburg - Pfarrbezirk Ost. Letzter deutscher evangelischer Geistlicher war Pfarrer Arno Wichmann. 
Das katholische Kirchspiel war in Rummelsburg i. Pom.

### Kirchspiel seit 1946
Die seit 1945 und Vertreibung der Einheimischen hier lebende polnische Dorfbevölkerung ist fast ausnahmslos katholischer Konfession. Vom polnischen Klerus wurde die Dorfkirche auf den Namen Kościół Matki Boskiej Fatimskiej (Mutter Gottes von Fatima) umgeweiht. Die Gemeinde ist weiterhin Filialkirche der nun Parafia pw. Najświętszej Maryi Panny Wspomożenia Wiernych genannten Pfarrei Miastko. Sie liegt im Dekanat Miastko im Bistum Köslin-Kolberg der Katholischen Kirche in Polen.
Hier lebende evangelische Kirchenglieder werden vom Pfarramt der Evangelisch-Augsburgischen Kirche in Polen in Słupsk (Stolp) innerhalb der Diözese Pommern-Großpolen betreut. Die nächste Filialkirche steht in Wołcza Wielka (Groß Volz).

### Pfarrer bis 1945
In Schwessin waren folgende Geistliche Inhaber der Pfarrstelle bis zu deren Aufhebung:
1. Peter Alberti, 1609
2. Michael Julicke, 1670
3. Johann Reddemer, bis 1708
4. Christian Wilhelm Zöbe, 1709–1752
5. Reinhard Runge, 1753–1775
6. Martin Jakob Schmidt, 1775–1786
7. Johann Wittcke, 1787–1828
8. Carl Friedrich Wilhelm Lüdecke, 1828–1868
9. Elias Wilhelm Friedrich Liebenow, 1868–1895
10. Gustav Adamy, 1896–1931 (?)

## Schule
Bereits 1770 ist in Schwessin eine Schule erwähnt. 1813 unterrichtete hier ein Lehrer 46 Schulkinder, 1937 waren es zwei Lehrer bei 89 Schülerinnen und Schülern. Als Pädagoge prägte Jakob Gottlieb Probandt von 1810 bis 1854 ganze Generationen von Schwessiner Kindern und tat es seinem Vater Jakob Probandt gleich, der von 1775 bis 1805 Lehrer der Dorfschule war.

## Verkehr
Świeszyno ist zu erreichen über eine Nebenstraße, die von Miastko (Rummelsburg) nach Sępolno Człuchowskie (Sampohl) führt.
Bahnstation ist Miastko an der Staatsbahnlinie 405 von Piła (Schneidemühl) und Szczecinek (Neustettin) nach Słupsk (Stolp) und Ustka (Stolpmünde).